# Monts
Monts é uma comuna francesa na região administrativa do Centro, no departamento Indre-et-Loire. Estende-se por uma área de 27,29 km². Em 2010 a comuna tinha 7 978 habitantes (densidade: 292,3 hab./km²).